# Kortejärvi (sjö i Finland, Birkaland)
Kortejärvi är en sjö i Finland. Den ligger i kommunen Urdiala i landskapet Birkaland, i den södra delen av landet, 130 km nordväst om huvudstaden Helsingfors. Kortejärvi ligger 99,5 meter över havet. Den ligger vid sjön Rutajärvi. I omgivningarna runt Kortejärvi växer i huvudsak blandskog. Arean är 3,3 kvadratkilometer och strandlinjen är 9,73 kilometer lång. Sjön  ingår i Kumo älvs huvudavrinningsområde. 